# Binnein Beag
Binnein Beag (wymowa gaelicka: [ˈpiɲɛɲ ˈpek]) – szczyt w paśmie Mamores, w Grampianach Zachodnich. Leży w Szkocji, w regionie Highland. 